# 17683 Kanagawa
17683 Kanagawa è un asteroide della fascia principale del diametro medio di circa 22,08 km. Scoperto nel 1997, presenta un'orbita caratterizzata da un semiasse maggiore pari a 2,9910392 UA e da un'eccentricità di 0,1514111, inclinata di 18,23924° rispetto all'eclittica.